# Elburg
Elburg é um município dos Países Baixos, situado na província da Guéldria. Tem 65,91 km² de área e sua população em 2020 foi estimada em 23.343 habitantes.